# Красный Мак
Кра́сный Мак (до 1945 года Бию́к-Карале́з; укр. Красний Мак, крымскотат. Büyük Qaralez, Буюк Къаралез, ср.-греч. Καϱα Ιουσουϕ) — село в Бахчисарайском районе Республики Крым, центр Красномакского сельского поселения (согласно административно-территориальному делению Украины — Красномакского сельского совета Бахчисарайского района Республики Крым).

## Население
| 2001 | 2014  |
| ---- | ----- |
| 1754 | ↘1663 |

Всеукраинская перепись 2001 года показала следующее распределение по носителям языка
| Язык             | Процент |
| ---------------- | ------- |
| русский          | 68,02   |
| крымскотатарский | 18,59   |
| украинский       | 11,63   |
| другие           | 0,34    |

### Динамика численности
| - 1805 год — 404 чел. - 1864 год — 315 чел - 1886 год — 420 чел. - 1889 год — 462 чел. - 1892 год — 524 чел. - 1902 год — 524 чел. - 1915 год — 474/20 чел. - 1926 год — 476 чел. | - 1939 год — 1014 чел. - 1944 год — 1372 чел. - 1974 год — 1038 чел. - 1989 год — 1600 чел. - 2001 год — 1754 чел. - 2009 год — 1732 чел. - 2014 год — 1663 чел. |

## География
Село Красный Мак расположено в центральной части района, на левом склоне Каралезской долины, являющейся границей между Второй и Третьей грядами Крымских гор. Через село протекает река Быстрянка (также Ураус-Дереси) — левый приток Бельбека.
Транспортное сообщение осуществляется по региональной автодороге 35К-010 Танковое — Оборонное (по украинской классификации — Т-0105), которое ведёт по Каралезской долине через первал Текиль-Таш (Стоячий Камень) в долину реки Чёрной и далее в Севастополь (41 километр), до Бахчисарая от села около 17 километров. Высота центра села над уровнем моря 120 м. Соседние сёла: Залесное, Танковое, Холмовка.

## Название
До переименования Красный Мак назывался Биюк-Каралез (в XIX веке иногда просто Каралез). Бююк (büyük) в переводе с крымскотатарского означает «большой», а Каралез — разговорное произношение изначального названия Кара-Ильяс (кара означает «чёрный», Ильяс — мужское имя). Историки относят это имя к владельцу окружающих земель Ильяс-мурзе, что и дало название долине, отличное от протекающей по ней реки. Каралез исторически состоял из двух маале (кварталов — приходов): Ашага (самый северный) и Орта, которые на картах XIX века (и в некоторых документах) иногда обозначались как отдельные деревни. Пётр Кеппен, интерпретируя труд историка XV века Дука «Византийская история», считал, что тот под ср.-греч. Καϱα Ιουσουϕ имел ввиду Кара-Ильяс.
- Карл фон Кюгельген. «Вид долины Каралез», 1804 год.
- Никанор Чернецов. «Вид Каралезской долины на южном берегу Крыма», 1839 год.
- Жозеф-Роз Лемерсье по оригиналу Фероджио. Каралез в Крыму. 1840 год.
- Шиллинговский П.А.. Нижний Каралез. 1930 год.

## История

### ВремяФеодороиПорты
Находилась деревня в самом центре земель феодоритов, но возникла гораздо раньше. Не так давно на окраине села раскопан могильник, относящийся к сарматскому времени (I—II век) — судя по находкам, люди жили оседло, значит поселение уже существовало. Известны аланские захоронения середины — второй половины IV века. Позже село входило в княжество Феодоро, а, после падения Мангупа в 1475 году — в Мангупский кадылык Кефинского эялета (провинции) Османской империи. Тогда же встречается первое письменное упоминание деревни: в фирмане османского султана Мехмеда IV от 1672 года, которым, по представлению хана Селим Гирея, была пожалована некоему Субхан-Газы-аге часть доходов с деревни в размере 6709 акче. Документальное упоминание селения встречается в «Османском реестре земельных владений Южного Крыма 1680-х годов», согласно которому в 1686 году (1097 год хиджры) Кара-Ийлас входил в Мангупский кадылык эялета Кефе. Всего упомянуто 34 землевладельца, все мусульмане, владевших 369,5 дёнюмами земли. После обретением ханством независимости по Кючук-Кайнарджийскому мирному договору 1774 года «повелительным актом» Шагин-Гирея 1775 года селение было включено в Крымское ханство в состав
Бакчи-сарайского каймаканства Мангупскаго кадылыка. К этому времени, видимо, изменился конфессиальный состав населения, потому что в «Ведомости о выведенных из Крыма в Приазовье христианах» А. В. Суворова от 18 сентября 1778 года (о переселении крымских греков), Каралез не упоминается. (Возможен часто встречавшийся в Крыму вариант, что не желающие покидать родину христиане срочно объявляли себя мусульманами). В последний период существования ханства Каралез административно относился, согласно Камеральному Описанию Крыма 1784 года, к бакчи-сарайскому каймаканства Мангупскаго кадылыка где записан как  Кара-Ильяс.

### Российская империя
После присоединения Крыма к России (8) 19 апреля 1783 года, (8) 19 февраля 1784 года, именным указом Екатерины II сенату, на территории бывшего Крымского Ханства была образована Таврическая область и деревня была приписана к Симферопольскому уезду. Перед Русско-турецкой войной 1787—1791 годов производилось выселение крымских татар из прибрежных селений во внутренние районы полуострова, в ходе которого в Каралез было переселено 3 человека. В конце войны, 14 августа 1791 года всем было разрешено вернуться на место прежнего жительства. Упоминается Кара-Иляс под 1794 годом, в труде Петра Палласа «Наблюдения, сделанные во время путешествия по южным наместничествам Русского государства»
Это — прекрасная, густонаселённая деревня, разделяемая на Верхнюю и Нижнюю, прежде принадлежала Мехмету-аге (ныне умершему), бывшему казначеем последнего крымского хана, а потом русским статским советником. …Нижняя тянется довольно далеко под обрывами скал, с которыми соединяется лежащий в долине известково-рухляковый слой и со стороны Бельбека, вдоль речки Сук-Чесме… Господский двор Кара-Илёса есть лучший во всей Тавриде, не только по своему живописному положению, но и по плодородию почвы и по превосходству соседних садов. Он состоит из дома для гостей, гарема, окруженного высокими стенами, при нем - маленький сад и купальня, далее — вышележащий более старый дом для гостей и еще выше - мечеть, у которой находятся семейные могилы; у дома - мельница, приводимая в движение водою из находящегося на возвышении канала, заключенного в каменные плотины. Сады внизу дома и посаженные у ручья итальянские тополи придают местности большую красоту, так же как сады и луга вдоль деревни на пространстве более версты с половиной
Впечатлило селение и английского путешественника и писателя Эдварда Кларка, побывавшего здесь летом 1800 года
фр. Kara-Ilaes, le plus agreable village de la presqu'ile, delicieusement situe a l'entrée d'un defile romantique qui mene Shoulou (Choulu) (Кара-Илаес, прелестнейшее селение полуострова, восхитительно расположенное при входе на романтического вида перевал, ведущий в Шулу (Шулу))
После Павловских реформ, с 1796 по 1802 год, деревня входила в Акмечетский уезд Новороссийской губернии. По новому административному делению, после создания 8 (20) октября 1802 года Таврической губернии, Каралез был включён в состав Чоргунской волости Симферопольского уезда.
В Каралезе находилось родовое имение статского советника Кызынадар-аги, генерал-майора, георгиевского кавалера, первого российского генерала — крымского татарина, Кая-бей Балатукова.

По Ведомости о всех селениях в Симферопольском уезде состоящих с показанием в которой волости сколько числом дворов и душ… от 9 октября 1805 года, в Каралезе (записан одним селением) насчитывалось 75 дворов, в коих проживало 404 человека (все крымские татары), владельцем записан статский советник Казандар-ага. На военно-топографической карте генерал-майора Мухина 1817 года в деревне Ашоа хоралес обозначено 50 дворов. Побывал в Карайласе в 1820 году и И. М. Муравьев-Апостол, гостивший, после посещения Мангупа, у Кази-Бея Балатукова, владельца селения и так его описаший: «…в прелестном местоположении, в лощине между гор, как почти все деревни сего края…» После реформы волостного деления 1829 года Биюк Каралез (как одну деревню), согласно «Ведомости о казённых волостях Таврической губернии 1829 года», отнесли к Дуванкойской волости (преобразованной из Чоргунской). 5 июля 1925 года Грибоедов увидел Каралезские сфинксы, сделав, характерную для него краткую запись в дневнике
…уступами тополи высочайшие. Мельница, дом, гарем (желтенький, в ограде), Гостинница, прекрасное угощение.
Шарль Монтандон в своём «Путеводителе путешественника по Крыму, украшенный картами, планами, видами и виньетами…» 1833 года расхваливал имение князя Адиль-Бея, приветливость и гостепреимство хозяина и описал селение
Каралез, бесконечно привлекательный своим расположением, возвышается позади дающих наипрекраснейшие фрукты садов, на склоне холма, ограниченного стеной отвесных скал с краями в виде зубцов своеобразной формы.
 На карте 1836 года в Ашага-Каралезе 20 дворов, как и на карте 1842 года. Также хвалебно, как деревню, «…которая по местоположению своему и разнообразию видов, есть одно из прелестнейших мест полуострова…» упомянул Каралез Пётр Кеппен в Крымском сборнике 1837 года.
В 1860-х годах, в результате земской реформы Александра II Каралез сделали центром одноимённой волости. Согласно материалам VIII ревизии, в «Списке населённых мест Таврической губернии по состоянию на 1864 год», во владельческой деревне Биюк-Каралез было 53 двора, 315 жителей, владельческие дачи, волостное правление, обывательская почтовая станция и мечеть при источнике безименном. По обследованиям профессора А. Н. Козловского начала 1860-х годов, селение обеспечивалось водой из речки и многочисленных родников. На трёхверстовой карте Шуберта 1865—1876 года в деревне обозначено 50 дворов). На 1886 год в деревне, согласно справочнику «Волости и важнѣйшія селенія Европейской Россіи», проживало 420 человек в 58 домохозяйствах, действовали волостное правление, 2 мечети и лавка. В «Памятной книге Таврической губернии 1889 года», составленной по результатам Х ревизии 1887 года, в деревне числилось 83 двора и 462 жителя, а на карте
1889 года — почему-то 59 дворов, но уточнено, что исключительно крымско-татарское население.
После земской реформы 1890-х годов деревня осталась центром преобразованной Каралезской волости. Согласно «…Памятной книжке Таврической губернии на 1892 год», в деревне Биюк-Каралез, входившей в Тебертинское сельское общество, числилось 554 жителя в 67 домохозяйствах. 37 домохозяев владели 123 десятинами земли, остальные были безземельные. По «…Памятной книжке Таврической губернии на 1902 год» в деревне Биюк-Каралез, входившей в Тебертинское сельское общество, числилось 524 жителя в 61 домохозяйстве. На 1914 год в селении действовало Богатырское кредитное товарищество (председатель — дворянин Мустафа бей Балатуков). По Статистическому справочнику Таврической губернии. Ч.II-я. Статистический очерк, выпуск шестой Симферопольский уезд, 1915 год, в деревне Биюк-Каралез, центре Каралезской волости Симферопольского уезда, числилось 90 дворов с татарским населением в количестве 474 человек приписных жителей и 20 — «посторонних». В общем владении было 311 десятин земли, все дворы с землёй. В хозяйствах имелось 96 лошадей, 18 волов, 46 коров, 58 телят и жеребят и 725 голов мелкого скота и приписанные к ней экономии Абдураманчикова и Руденко и 7 частных садов.

### Новое время
После установления в Крыму Советской власти, по постановлению Крымревкома от 8 января 1921 года была упразднена волостная система и село вошло в состав Бахчисарайского района Симферопольского уезда (округа), а в 1922 году уезды получили название округов. 11 октября 1923 года, согласно постановлению ВЦИК, в административное деление Крымской АССР были внесены изменения, в результате которых был создан Бахчисарайский район и село включили в его состав. Согласно Списку населённых пунктов Крымской АССР по Всесоюзной переписи 17 декабря 1926 года, в селе Биюк-Каралез, центре Биюк-Каралезского сельсовета Бахчисарайского района, имелось 124 двора, из них 122 крестьянских, население составляло 476 человек (230 мужчин и 246 женщин). В национальном отношении учтено: 460 татар, 7 русских и 9 украинцев, действовала татарская школа. В 1935 году был создан новый Фотисальский район, в том же году (по просьбе жителей), переименованный в Куйбышевский, которому переподчинили село. По данным всесоюзной переписи населения 1939 года в селе проживало 1014 человек.
Во время обороны Севастополя осенью 1941 года по высотам южнее села проходила первая линия обороны города. После освобождения Крыма согласно Постановлению ГКО № 5859 от 11 мая 1944 года состоялась депортация крымских татар. На май того года в селе учтено 1372 жителя (208 семей), из них крымских татар — 1315, руских — 51 человек. Было принято на учёт 200 домов спецпереселенцев. 12 августа 1944 года было принято постановление № ГОКО-6372с «О переселении колхозников в районы Крыма», по которому в район из сёл УССР планировалось переселить 9000 колхозников и в сентябре 1944 года в район приехали первые новоселы (2349 семей) из различных областей Украины, а в начале 1950-х годов, также с Украины, последовала вторая волна переселенцев. Указом Президиума Верховного Совета РСФСР 21 августа 1945 года село Биюк-Каралез было переименовано в Красный Мак, а Биюк-Каралезский сельсовет — в Красномакский. С 25 июня 1946 года Красный Мак в составе Крымской области РСФСР, а 26 апреля 1954 года Крымская область была передана из состава РСФСР в состав УССР.
В конце 1950-х годов к Красному Маку административно присоединили располагавшуюся ниже по долине деревню Быстрая, более известную как Кабарта (фактически это было переселение, поскольку на месте бывшей Кабарты — сады). В декабре 1962 года Куйбышевский район, согласно указу Президиума Верховного Совета УССР «Об укрупнении сельских районов Крымской области» от 30 декабря 1962 года, ликвидировали и село административно было переподчинено Бахчисарайскому району. По данным переписи 1989 года в селе проживало 1600 человек. С 12 февраля 1991 года село в восстановленной Крымской АССР, 26 февраля 1992 года переименованной в Автономную Республику Крым. С 21 марта 2014 года — в составе Республики Крым России.

## Современное состояние
В Красном Маке 20 улиц и 3 переулка, площадь, занимаемая селом, 95,2 гектара, на которой в 620 дворах, по данным сельсовета на 2009 год, числилось 1732 жителя. Бывшая центральная усадьба бывшего колхоза «Украина», с общей площадью сельскохозяйственных угодий 2888 гектаров (основное производственное направление хозяйства было садоводство и табаководство, овощеводство и животноводство), на 2016 год — сельхозпредприятие ООО АФ «Украина».
В селе имеются средняя общеобразовательная школа, детский сад «Тополёк», сельский клуб, мечеть "Буюк Каралез Джамиси", амбулатория, действует церковь Рождества Христова.

## Транспорт
Красный Мак связан автобусным сообщением с Бахчисараем, Симферополем, Севастополем и Ялтой. Ближайшие железнодорожные станции — Сирень и платформа 1509 км (Фронтовое) — в 9 и 6 километрах соответственно.

## В кино
Координаты поселка 44.6418N; 33.7822E указаны в сериале «Мир Дикого Запада» S03E07 (14-я минута).

## Известные уроженцы
- Сеит Неби Абдураманов (1914—1987) — красноармеец, полный кавалер ордена Славы.
- Кирилл Матвеевич Балатуков (?—1827) — российский военачальник, генерал-майор, георгиевский кавалер, участник отечественной войны 1812 года, первый российский генерал — крымский татарин.
- Юрий Бекирович Османов (1941—1993) — лидер Национального движения крымских татар (НДКТ).